# اداگور، میسور
اداگور، میسور (به انگلیسی: Adagoor, Mysore) در هند است که در کارناتاکا واقع شده‌است.